# Мунія новобританська
Му́нія новобританська (Lonchura melaena) — вид горобцеподібних птахів родини астрильдових (Estrildidae). Ендемік Папуа Новій Гвінеї.

## Опис
Довжина птаха становить 11 см. Виду не притаманний статевий диморфізм. Голова і верхня частина спини чорні, решта верхньої частини тіла бурувато-чорна. Надхвістя і верхні покривні пера хвоста світло-рудувато-коричневі. Стернові пера чорнувато-коричневі, два центральних стернових пера мають широкі охристі краї. Груди, стегна і гузка чорні, решта нижньої частини тіла світло-коричнева. Боки поцятковані чорними смугами. Очі темно-карі, дзьоб міцний, сірий, лапи чорнуваті.

## Підвиди
Виділяють два підвиди:
- L. m. melaena (Sclater, PL, 1880) — Нова Британія;
- L. m. bukaensis Restall, 1995 — Бука.

## Поширення і екологія
Новобританські мунії мешкають на острові Нова Британія в архіпелазі Бісмарка та на острові Бука на півночі Соломонових островів. Вони живуть на трав'янистих луках на узліссях тропічних лісів та в чагарникових заростях. Зустрічаються невеликими зграйками, живляться насінням трав, іноді також ягодами, плодами, пагонами і дрібними летючими комахами. Розмножуються протягом всього року, пік гніздування припадає на завершення сезону дощів. Гніздо кулеподібне, в кладці від 3 до 6 яєць. Інкубаційний період триває приблизно 2 тижні. Будують гніздо, насиджують яйця і доглядають за пташенятами і самиці, і самці. Пташенята покидають гніздо через 3 тижні після вилуплення, однак батьки продовжують піклуватися про них деякий час.